# Thaumaglossa chapadana
Thaumaglossa chapadana là một loài bọ cánh cứng trong họ Dermestidae. Loài này được Háva, Kadej & Casari miêu tả khoa học năm 2006.